# Canton de Périgueux-Ouest
Pour les articles homonymes, voir Canton de Périgueux (homonymie).
Le canton de Périgueux-Ouest est une ancienne division administrative française située dans le département de la Dordogne, en région Aquitaine.

## Historique
Le canton de Périgueux-Ouest est issu en 1973 de la partition en trois du canton de Périgueux et fait partie de l'arrondissement de Périgueux.

### Redécoupage cantonal de 2014-2015
Un nouveau découpage territorial entre en vigueur lors des élections départementales de mars 2015, défini par le décret du 21 février 2014, en application des lois du 17 mai 2013 (loi organique 2013-402 et loi 2013-403). En Dordogne, le nombre de cantons passe ainsi de 50 à 25 et le canton de Périgueux-Ouest disparaît. Ses communes sont intégrées dans le canton de Périgueux-1 (la fraction communale de Périgueux) et le canton de Coulounieix-Chamiers (les trois autres communes).

## Géographie
Ce canton était organisé autour de Périgueux dans l'arrondissement de Périgueux. Son altitude variait de 71 m (Marsac-sur-l'Isle) à 222 m (Coulounieix-Chamiers).

## Composition
Le canton de Périgueux-Ouest se composait d'une fraction de la commune de Périgueux en rive droite de l'Isle (quartier du Gour de l'Arche et partie occidentale du quartier du Toulon) et de trois autres communes. Il comptait 20 193 habitants (population municipale) au 1er janvier 2012.
| Nom                   | Code Insee | Intercommunalité      | Population (dernière pop. légale)              |
| --------------------- | ---------- | --------------------- | ---------------------------------------------- |
| Périgueux (chef-lieu) | 24322      | CA Le Grand Périgueux | Fraction : 4 823(2012) Commune : 30 069 (2014) |
| Chancelade            | 24102      | CA Le Grand Périgueux | 4 328 (2014)                                   |
| Coulounieix-Chamiers  | 24138      | CA Le Grand Périgueux | 8 089 (2014)                                   |
| Marsac-sur-l'Isle     | 24256      | CA Le Grand Périgueux | 3 125 (2014)                                   |

## Démographie
| 1975 | 1982 | 1990   | 1999   | 2006   | 2011   | 2012   |
| ---- | ---- | ------ | ------ | ------ | ------ | ------ |
| -    | -    | 19 698 | 19 556 | 20 309 | 20 336 | 20 193 |

## Représentation
| Période | Période          | Identité        | Étiquette | Qualité                                                                   |
| ------- | ---------------- | --------------- | --------- | ------------------------------------------------------------------------- |
| 1973    | 1977 (décès)     | Yves Péron      | PCF       | Ouvrier du bâtiment, syndicaliste CGT Député (1946-1951 et 1956-1958)     |
| 1977    | 1985             | Roger Gorse     | PCF       | Ouvrier SNCF Conseiller municipal de Périgueux Conseiller régional        |
| 1985    | 2001 (démission) | Michel Dasseux  | PS        | Retraité PTT Député (1997-2007) Maire de Coulounieix-Chamiers (1989-2008) |
| 2001    | 2015             | Mireille Bordes | PS        | Chef d'entreprise Adjointe au maire de Coulounieix-Chamiers               |